# Traité Sanín–Robertson
Le traité Sanín–Robertson est signé le 12 novembre 1993 entre la Colombie et la Jamaïque. 

## Description
Le traité Sanín–Robertson délimite la frontière entre les deux pays dans la mer des Caraïbes.